# きそひろこ
きそ ひろこ（7月15日 - ）は、日本の女性声優。奈良県出身。

## 略歴
アミューズメントメディア総合学院卒業。その後、プロダクション・エースに預かり合格となった。

## 人物
薬剤師免許、ヘルパー2級、チャイルドカウンセラー、衛生検査技師の資格を持つ。
特技は軟膏調剤、テニス、水泳。趣味は紙選び、歌。

## 出演
太字はメインキャラクター。

### テレビアニメ
2018年
- レイトン ミステリー探偵社 〜カトリーのナゾトキファイル〜（年配看護師）
- 1日外出録ハンチョウ（小料理屋の女将）

2019年
- グリムノーツ The Animation（継母）
- 手品先輩（家庭科の先生）

2020年
- 映像研には手を出すな!（阿島九）
- GO!GO!アトム

2021年
- さよなら私のクラマー（安達太良アリス）
- セブンナイツ レボリューション -英雄の継承者-（教師）
- 大正オトメ御伽話（村人）
- ルパン三世 PART6（2021年 - 2022年、美術館職員、メルセデス）
- サクガン（管制局の女）
- ブルーピリオド（橋田の姉）

2022年
- トライブナイン（おばあさん）
- ハコヅメ〜交番女子の逆襲〜（鬼瓦）
- 最遊記RELOAD -ZEROIN-（妖怪）
- 惑星のさみだれ（夕日の祖母）
- サザエさん
- 東京ミュウミュウ にゅ〜♡（作曲家、客、ラウ）
- オーバーロードIV（ムンウィニア＝イリススリム）
- 悪役令嬢なのでラスボスを飼ってみました（ロイス婦人）
- チェンソーマン（ゴースト）

2023年
- うる星やつら (2022)（下着店店員）
- REVENGER（慧玉）
- テクノロイド オーバーマインド（議長）
- おとなりに銀河（五色都）
- 勇者が死んだ!（アデル）
- 呪術廻戦 懐玉・玉折/渋谷事変（呪霊・口裂け女）
- ミギとダリ（根津さん）
- はめつのおうこく（ヤマト〈幼少期〉）
- お嬢と番犬くん（ママ）

2024年
- 烏は主を選ばない（苧麻）

2025年
- アラフォー男の異世界通販（アナマ）
- 地獄先生ぬ〜べ〜 (2025)（てけてけ）

### 劇場アニメ
- 機動戦士ガンダム 閃光のハサウェイ（2021年、マクガバン夫人）
- 映画 さよなら私のクラマー ファーストタッチ（2021年、いじめっ子）
- Gのレコンギスタ III 宇宙からの遺産（2021年、ガビアル副長）

### Webアニメ
- 無限の住人-IMMORTAL-（2020年、恵那）
- テルマエ・ロマエ ノヴァエ（2022年、主婦、おばあちゃん、おばちゃん）
- サイバーパンク エッジランナーズ（2022年、アニマルズ）

### ゲーム
2013年
- KRITIKA/クリティカ（精霊王ストレイン、氷精霊パイン）
- 黒い砂漠（ネラサビ・アロム 他）
- シャドウ・オブ・ウォー（シェロブ）

2015年
- アサシン クリード シンジケート（パール・アタウェイ 他）

2016年
- ジャストコーズ3（ブラックハンド・ウォーデン）
- LEGO マーベル アベンジャーズ（ゴリラガール）
- HOMEFRONT the Revolution（ガビー・ヘンドリックス）
- コール オブ デューティ インフィニット・ウォーフェア（シナプスソルジャー、ジャッカルコンピューター 他）
- Dishonored2（ブリアナ・アシュワース）

2017年
- フォーオナー（アポリヨン）
- Prey（軍事オペレーター）

2018年
- モンスターハンター：ワールド（3期団団長）

2019年
- ボーダーランズ3（アマーラ）
- スターリンク バトル・フォー・アトラス （ソーレン）
- グランブルーファンタジー（2019年 - 2023年、異界の偶像、ワムデュス〈竜〉、エルジェ）
- プリンセスコネクト！Re:Dive（女生徒、女性教員）
- スター・ウォーズ ジェダイ:フォールン・オーダー（ナインス・シスター）

2020年
- VALORANT（ナレーション）

2021年
- BALAN WONDERWORLD（ルーシー・ウォン）
- Deep Insanity ASYLUM（ファティマ・サラ）
- Destiny 2（女帝カイアトル）（エラミス）

2022年
- おじさまと猫 スーパーミラクルパズル（茶子）
- Apex Legends（カタリスト）
- ワールドフリッパー（ニルヤーナ）

2023年
- OCTOPATH TRAVELER II
- スター・ウォーズ ジェダイ:サバイバー（ナインス・シスター、ドーマ・デンドーラ、モージー・シンマロン）
- クイズRPG 魔法使いと黒猫のウィズ（安堂ふらん）

### 吹き替え

#### 担当俳優
サルマ・ハエック
- ブリス -たどり着く世界-（2021年、イザベル・クレメンス）
- ヒットマンズ・ワイフズ・ボディガード（2022年 - 2024年、ソニア・キンケイド）
  - ヒットマンズ・ボディガード ※ソフト版

ジェシカ・ウィリアムズ
- ファンタスティック・ビーストシリーズ（2018年 - 2020年、ユーラリー）
  - ファンタスティック・ビーストと黒い魔法使いの誕生
  - ファンタスティック・ビーストとダンブルドアの秘密

- シュリンキング:悩めるセラピスト（2023年 - 、ギャビー）

ハリ・ネフ
- アサシネーション・ネーション（2018年、ベックス）
- THE IDOL/ジ・アイドル（2023年、タリア）
- バービー（2023年、医者バービー）

#### 映画（吹き替え）
2014年
- ブラインドマン〜その旋律は暗殺の調べ〜（アメリア）
- ロバート・デ・ニーロ エグザイル（ジョイ〈リリ・テイラー〉）

2016年
- アンダー・ザ・シャドウ（パーゴル）
- インデペンデンス・デイ2016（レッド 他）
- 恋の一回転半ひねり（アンジェリーナ〈レイチェル・ブルック・スミス〉）
- ザッツ・ファビュラス!（ジェリー・ホール、ジョーン・コリンズ 他）
- ジャドヴィル包囲戦 -6日間の戦い-
- 心霊ドクターと消された記憶
- ティーンエイジ・カクテル
- デビルズ・シティ（アンバー）
- なりすましアサシン（店員①）

2017年
- アメリカで最も嫌われた女性（ラッツ先生）
- アメリカン・アサシン（アイリーン・ケネディCIA副長官〈サナ・レイサン〉）
- キングコング:髑髏島の巨神（デモ女）
- キミとボクの距離（女医師）
- ギャンブラー（ジョー）
- この世に私の居場所なんてない
- コロニア（ギゼラ〈リチェンダ・ケアリー〉）
- ベン・ハー
- ガーディアンズ・オブ・ギャラクシー:リミックス（アリータ〈ミシェル・ヨー〉）
- ウェディング・フィーバー ゲスな男女のハワイ旅行（ヒルティ）
- クレイジー・パーティー（ケルシー〈クロエ・ウェッパー〉）
- コロニア（ギゼラ〈リチェンダ・ケアリー〉）
- ナイスガイズ!（ジュディス・カットナー〈キム・ベイシンガー〉）

2018年
- インビジブル 暗殺の旋律を弾く女（アレックス〈ジョエリー・リチャードソン〉）
- 神の日曜日
- クリスマス・カレンダー
- ゲット・アウト（ジョージナ〈ベティ・ガブリエル〉）
- ダンプリン（バーガンディ〈ケイ・シングルトン〉）
- トリコ・トリ: ハッピー・ハロウィン
- ベイビー・ドライバー（ダーリン〈エイザ・ゴンザレス〉）
- ドリーム（ルース）
- ローガン・ラッキー（サラ・グレイソン〈ヒラリー・スワンク〉）
- ホリデーズ（ホリー 他）
- 7月22日
- 好きだった君へのラブレター
- 邪悪は宿る（マギー・ヴァン〈メイミー・ガマー〉）
- ラフ・ナイト 史上最悪!?の独身さよならパーティー（リア〈デミ・ムーア〉）
- スリーパーズ（少年時代のトミー〈ジョナサン・タッカー〉）※VOD版

2019年
- オーディナリー・ラブ/ありふれた愛の物語
- クロコダイル・ダンディー（アイーダ〈マギー・ブリンコ〉）※VOD版
- コスメティック・ウォー わたしたちがBOOSよ!
- スパイダーマン:ファー・フロム・ホーム（ヴィクトリア〈クレア・ダン〉）
- グレイテスト・ショーマン（ヴィクトリア女王〈ゲイル・ランキン〉）
- スター・ウォーズ/スカイウォーカーの夜明け
- 殺し屋（ソフィ〈ファムケ・ヤンセン〉）
- ハート・オブ・マン
- デス・ウィッシュ（ジャクソン刑事〈キンバリー・エリス〉）
- 僕のワンダフル・ジャーニー（ジョアン）
- ワウンズ: 呪われたメッセージ
- セバーグ
- ポリス・ストーリー/REBORN（魔女〈ジリアン・ジョーンズ〉）
- メン・イン・ブラック:インターナショナル（エミリー）
- マンマ・ミーア! ヒア・ウィー・ゴー（若いターニャ）

2020年
- ダウントン・アビー（ロートン〈スーザン・リンチ〉）
- 今日、キミに会えたら
- アンダーウォーター
- ガール（ベティ〈ラネット・ウェア〉）
- 国際市場で逢いましょう（ドクス叔母、マクスン 他）
- ネバー・サレンダー 肉弾英雄（マディ・ヘイズ〈ベッキー・リンチ〉）
- セイフティ 最高の兄弟（トーニャ〈アマンダ・ウォーレン〉）

2021年
- クリスマス・キャッスル
- 邪悪は宿る（マギー〈メイミー・ガマー〉）
- スプリー（ジェシー・アダムス〈サシーア・ザメイタ〉）
- ソプラノズ ニューアークに舞い降りたマフィアたち（リヴィア・ソプラノ〈ヴェラ・ファーミガ〉）
- 魔女がいっぱい（ゼルダ〈ジョゼッテ・サイモン〉）
- デッドロック 絶対王者ボイカ
- ナイトティース（グレース〈ミーガン・フォックス〉）
- ナイトブック（グリゼルダ〈カイラ・アイン〉）
- 呪われた老人の館（ルース〈フラン・ベネット〉）

2022年
- イン・ビトゥイーン（ジャスミン〈エイプリル・D・パーカー〉）
- ザ・スイッチ（ベイカー先生）
- SHE SAID/シー・セッド その名を暴け（ゼルダ〈サマンサ・モートン〉）
- でっかくなっちゃった赤い子犬 僕はクリフォード（監視員）
- ハロウィンの呪文 ～ブリッジホローは大騒ぎ!?～（マダム・ホーソーン〈ニア・ヴァルダロス〉）
- ブラック・クラブ（ノルド将軍）
- わが拳に復讐を（ザーマ・ズールー）

2023年
- アウェアネス 超能力覚醒（アドリアナ〈レラ・ローレン〉）
- バッド・トレジャー（リンダ・フォレスター〈ブレンダ・バジネット〉）
- レディ・ソルジャー（ザラ〈ジリアン・ホワイト〉）

2024年
- ミセス・ハリス、パリへ行く（ダント夫人〈アンナ・チャンセラー〉）
- 映画 デイナの恐竜図鑑（サーラのママ）

2025年
- ミッキー17（翻訳機 / ママ・クリーパー）
- アンダーカバーDJ（トニ〈ニナ・ゼム〉）

#### ドラマ
2014年
- うわさのツインズ リブとマディ（ナンシー〈ナンシー・オデール〉、リル・グリージー）
- エンパイア2〜成功の代償（マーティ、リンダ 他）

2015年
- トランスペアレント シーズン2,3（ヴィッキー〈アンジェリカ・ヒューストン〉）
- PERSON of INTEREST 犯罪予知ユニット シーズン5（フィリップス〈カレン・ピットマン〉、マギー 他）
- HOMELAND シーズン5（エルナ・リヒター）

2016年
- 女刑事マーチェラ（アリーシャ）
- GIRLS/ガールズ4（シャンドラ）
- 救命医ハンク7 セレブ診療ファイル
- クレイジー・エックス・ガールフレンド 2（デイジー）
- GOTHAM/ゴッサム シーズン2（レディ）
- ザ・プレイヤー〜究極のゲーム〜（ローズ・ノーラン）
- まほうのレシピ シーズン1-2（レベッカ・クイン〈ディー・ウォレス〉）
- 麗〜花萌ゆる8人の皇子たち〜（皇后 ユ氏〈パク・チヨン〉）

2017年
- アウトキャスト（ローズ・ジャイルズ）
- ヴァンパイア・ダイアリーズ 7（クリスタル 他）
- ウディ・アレンの6つの危ない物語（キャロル〈バーバラ・シンガー〉）
- NCIS: ニューオーリンズ シーズン2（リリー、他）
- エレメンタリー ホームズ&ワトソン in NY（デニース、ドクター・プロクター）
- ザ・プレイヤー 究極のゲーム（ローズ・ノーラン〈ケイディー・ストリックランド〉）
- ストライクバック4:ラストミッション（ダンスキー 他）
- ザ・クラウン シーズン2（レディ・ベス）
- シカゴ P.D. シーズン2（ジャスミン、ゲイル、アニー、ロンダ 他）
- 親愛なる白人様（ネイカ 他）
- タイムレス シーズン1 #6（アンジェラ、ベンジャミンの息子）
- ブラック・ミラー
  - シーズン4 #2（保健室の先生）
  - シーズン4 #6（男児の母親）

- THE BRIDGE/ブリッジ 3（シャスミン）
- BOSCH/ボッシュ 2（キャサリン・クロス）
- MR. ROBOT/ミスター・ロボット シーズン2 #9（フェルプス〈キャロライン・ストロング〉）
- LOVE ラブ（マギー）
- レモニー・スニケットの世にも不幸せな物語（白い顔の女）

2018年
- マクマフィア（カリン、マーシャ）
- ハンドメイズ・テイル/侍女の物語（タニア、クリスティーン）
- ARROW/アロー（タリア・アルグール〈レクサ・ドイグ〉）
- 欲望は止まらない!（エタ・メイ・バーナード、シェルビー、パイパー）
- インスティンクト -異常犯罪捜査-（エレン）
- ベター・コール・ソウル シーズン4（ブルックナー医師）
- デイ・アフターZ（インガ・べローワ）
- ヴィダ 故郷の母が遺したもの（エマ・ヘルナンデス〈ミシェル・プラダ〉）

2019年
- エイリアニスト シーズン1 #1,4,7
- ブラック・ミラー: バンダースナッチ（パール・リットマン）
- ミスター・メルセデス（ルー・リンクレイター〈ブリーダ・ウール〉）
- アウトランダー シーズン4（へスター）
- カウンターパート/暗躍する分身（ミラ〈クリスティアーネ・パウル〉）
- S.W.A.T.（ジャメル、ジャンキンス）
- ウェントワース女子刑務所（ドラゴ〈ナタリア・ノヴィコヴァ〉）
- オクニョ 運命の女（チョヒ〈コ・ウンス〉）
- ブラインドスポット タトゥーの女 シーズン4 #5（ニコール）
- デッド・トゥ・ミー 〜さようならの裏に〜（アナ〈ダイアナ・マリア・リーヴァ〉）
- SUITS/スーツ シーズン8（モリソン）
- トリンケット 〜小さな宝物〜（マーラ〈リン・A・フリードマン〉）
- 不滅の恋人（少年時代のカン）
- ウェントワース女子刑務所 シーズン6（ドラゴ〈ナタリア・ノヴィコヴァ〉）
- バッドランド ～最強の戦士～ シーズン3（アンカラ〈クレア・ヒギンス〉）
- エクスパンス -巨獣めざめる-（クリスジェン・アヴァサララ〈ショーレ・アグダシュルー〉）
- カーニバル・ロウ（ソフィ・ロンガーベイン〈キャロライン・フォード〉）
- プルーブン・イノセント 冤罪弁護士（スピアー判事）
- ジ・アメリカンズ シーズン2 - 4（リサ〈カレン・ピットマン〉）

2020年
- オクトーバー・ファクション（サンドラ・クレア〈ジェニファー・バクスター〉）
- ボーイフレンド（ソンジュ〈キム・へウン〉）
- ウォーキング・デッド シーズン9、10 (アルファ〈サマンサ・モートン〉)
- ナチ・ハンターズ（シスター・ハリエット〈ケイト・マルヴァニー〉）
- 殺人を無罪にする方法（オリバーの母 ジョアンナ、アッシャーの姉 クロエ）
- BRAVE NEW WORLD/ブレイブ・ニュー・ワールド（シェイラ〈ケイト・フリートウッド〉）
- ダーク・マテリアルズ/黄金の羅針盤（ステルマリア）※スターチャンネル版
- クイーンズ・ギャンビット（ロビン）
- グランド・アーミー（レベッカ〈ケイティ・グリフィン〉）
- シスター戦士（修道院長）
- トワイライト・ゾーン #7
- POWER/パワー（ラモーナ〈シンシア・アダイ＝ロビンソン〉）
- ハイスクール・ミュージカル:ザ・ミュージカル #7（テリ）

2021年
- キャサリン スペイン王女の華麗なる野望（イサベル〈アリシア・ボラチェロ〉、カスティーリャ女王フアナ〈アルバ・ガローチャ〉）
- THE BLACKLIST/ブラックリスト シーズン8 #10（ペリロス〈ラバーン・コックス〉）
- スタートアップ: 夢の扉（ユン・ソナク〈ソ・イスク〉）
- ヘチ 王座への道（キュ・ファウン）
- メイドの手帖（レジーナ〈アニカ・ノニ・ローズ〉）

2022年
- 令嬢アンナの真実（ケイシー〈ラバーン・コックス〉）
- ウェンズデー（ウィームス〈グェンドリン・クリスティー〉）
- THE BLACKLIST/ブラックリスト シーズン9 （ミアース・シュウ〈カリーナ・アロヤヴ〉）
- ペリフェラル -接続された未来-（シェリス・ヌーランド〈タニア・ミラー〉）

2023年
- ジャンゴ ザ・シリーズ（エリザベス・サーマン〈ノオミ・ラパス〉）
- 戦慄の絆（レベッカ・パーカー〈ジェニファー・イーリー〉）
- ブラック・ミラー シーズン6 #1（ジョーンの弁護士）

2024年
- スター・ウォーズ:アコライト（ヴァーネストラ・ロウ〈レベッカ・ヘンダーソン〉）
- ザ・ルーキー: FEDS FBI新米捜査官ファイル #3（ディナ）
- ナショナル・トレジャー 一族の謎（ケイシー〈ブリーダ・ウール〉）
- マターナル ～母なる医師たち～ #3
- レッド・オークス シーズン1-2（イヴォンヌ、ザン 他）
- レッド・クイーン #3-7（サンドラ・ファハルド〈アンドレア・トレパ〉）
- マイ・レディ・ジェーン（メアリー王女〈ケイト・オフリン〉）
- ビューティ・イン・ブラック（マロリー〈クリストル・スチュワート〉）
- ギャング・オブ・ロンドン シーズン2（ラーレ〈ナルゲス・ラシディ〉）
- ヘルプ・ミー・トッド（アリソン〈マデリーン・ワイズ〉）

2025年
- サンブル川の事件 凶悪犯罪はなぜ見逃されたのか
- エンド・オブ・パリ（フライヤ〈アナ・ウラル〉）

#### アニメ
- 悪魔城ドラキュラ -キャッスルヴァニア-（ストリーガ）
- 悪魔バスター★スター・バタフライ（エシリア・インディット）
- アダムス・ファミリー
- アバター 伝説の少年アン（キヨシ、アーサ）
- アベンジャーズ・アッセンブル（プロクシマ・ミッドナイト）
- ガーディアンズ・オブ・ギャラクシー（プロクシマ・ミッドナイト）
- カルメン・サンディエゴ（クリオ伯爵夫人）
- ダックテイルズ （ペグレグ・メグ）
- トロールズ ミュージック★パワー（エッセンス女王[43]）
- プレイモービル マーラとチャーリーの大冒険（ノーラ[44]）
- ボージャック・ホースマン3（クローザー）
- ぼくらのスーパーヒーロー・パンツマン（ジョージの母）
- モンスター・ホテル クルーズ船の恋は危険がいっぱい?!（魔女②[45]）

### ボイスオーバー
- アメ車カスタム専門 カウンティング・カーズ5（ベッキー）
- ザ・ジレンマ: もうガマンできない?!（フランチェスカ）
- プロジェクト・ランウェイ12（スー・ウォラー）

### 映画
- 桜ノ雨（西田沙枝）※実写

### 楽曲
- Lycoris（映画「人狼ゲーム プリズン・ブレイク」主題歌）

### ラジオ
- 岩田光央・鈴村健一 スウィート・イグニッション（ラジオ大阪、学院インフォマーシャル担当）
- 1314 V-STATION・ゾーンジングル（ジングル・ナレーター担当）
- アニたまどっとコム（ラジオ関西、ブリッジナビゲーター担当）

### 舞台
- 演劇ユニットとってお木 第2回公演「HOTEL the 寿」(2016年10月13日 - 16日、大塚萬劇場） - 山城桂子 役